# روبرت لافي
روبرت لافي (بالإنجليزية: Robert Levy)‏ هو منتج أفلام أمريكي، ولد في 1888 في لندن في المملكة المتحدة، وتوفي في 1959.